# Vaccinioideae
Vaccinioideae — підродина квіткових рослин із родини вересових. Містить комерційно важливі журавлину, чорницю, брусницю та ін.